# 坚挺岩风
坚挺岩风（学名：Libanotis schrenkiana）为伞形科岩风属的植物。分布在中亚以及中国大陆的新疆等地，生长于海拔1,700米至2,600米的地区，多生长在石隙、灌丛林缘、山坡草地和路边，目前尚未由人工引种栽培。